# Chāj
Chāj (persiska: چاج) är en ort i Iran.   Den ligger i provinsen Khorasan, i den östra delen av landet, 800 km öster om huvudstaden Teheran. Chāj ligger 1 870 meter över havet och antalet invånare är 357.
Terrängen runt Chāj är kuperad åt sydväst, men åt nordost är den platt.Runt Chāj är det glesbefolkat, med 12 invånare per kvadratkilometer. Närmaste större samhälle är Bejed, 11,7 km nordväst om Chāj. Trakten runt Chāj är ofruktbar med lite eller ingen växtlighet.